# Dinitrotetraoxadiazaciclododecano
Il Dinitrotetraoxadiazaciclododecano (normalmente abbreviato con l'acronimo TEX) è un potente esplosivo utilizzato in campo militare. 
Si presenta sotto forma di sottili cristalli giallognoli ed è molto costoso, a causa del complesso procedimento necessario alla sua sintesi e per il costo delle sostanze con le quali viene prodotto. Viene miscelato ai cristalli di esanitroesaazaisowurtzitano per diminuirne la sensibilità agli urti.